# Asterodiscides tuberculosus
Asterodiscides tuberculosus är en sjöstjärneart som först beskrevs av Fisher 1906.  Asterodiscides tuberculosus ingår i släktet Asterodiscides och familjen Asterodiscididae. Inga underarter finns listade i Catalogue of Life.